# Alisotrichia schmidi
Alisotrichia schmidi är en nattsländeart som beskrevs av Kumanski 1987. Alisotrichia schmidi ingår i släktet Alisotrichia och familjen smånattsländor. Inga underarter finns listade i Catalogue of Life.